# ふたりのポラリス
『ふたりのポラリス』は、柚原瑞香による日本の漫画作品。『りぼん』（集英社）2019年12月号から2021年7月号まで連載された。

## あらすじ
親同士の再婚により、突如義姉妹になった二人の中学生の友情ストーリー。
高校1年生の天宮星は、親の再婚により、同じクラスの鈴村深月と義姉妹になる。
星はクラスの中心人物だが、深月は気が弱く、パシリにされていた。
星は、深月を救う為、深月へのいじめに立ち向かうことを決意する。

## 登場人物
声はりぼんチャンネルのまんが動画の担当声優。
天宮 星
声 - 美波わかな（2019年 - 2020年）→楠まりな（2020年）→琴石ゆうひ（2020年 - 2021年）
高校1年生。クラスの中心人物で、友達も多い。
鈴村 深月
声 - 雪深山福子（2019年 - 2021年）
高校1年生。気が弱く、パシリにされている。
るり
声 - 丸山美紀（2020年 - 2021年）
星の友達。高校1年生。グループの中心で、おしゃれ女子。
紅
声 - なるみ（2020年 - 2021年）
星の友達。高校1年生。下の兄弟が多く、面倒見がいい。
ミイ
声 - 青山依純（2020年 - 2021年）
星の友達。高校1年生。るりのあしらいがうまい。サバサバしている。
本吉 リカ
声 - 長谷川りく（2020年 - 2021年）
宇野 真晴
声 - 櫻井彩夏（2020年 - 2021年）
宇野 悠斗
声 - 汐乃達矢（2021年）

## 書誌情報
- 柚原瑞香 『ふたりのポラリス』 集英社 〈りぼんマスコットコミックス〉、全5巻
  1. 2020年3月25日発売[3][4]、『りぼん』2019年12月号[1] - 2020年3月号、ISBN 978-4-08-867580-0
    - ふたりのポラリス 番外編（『りぼんスペシャル』2020年冬の大増刊号）

  2. 2020年7月22日発売[5]、『りぼん』2020年4月号 - 7月号、ISBN 978-4-08-867592-3
    - ふたりのポラリス 番外編（『りぼんスペシャル』2020年春の大増刊号）

  3. 2020年11月25日発売[6]、『りぼん』2020年8月号 - 11月号、ISBN 978-4-08-867603-6
    - ふたりのポラリス 番外編 星のモーニングルーティン（『りぼんスペシャルバニラ』2020年8月夏の大増刊号）
    - ニジカになりたい（『りぼんスペシャルミント』2020年9月夏の大増刊号）

  4. 2021年3月25日発売[7]、『りぼん』2020年12月号 - 2021年3月号、ISBN 978-4-08-867614-2
    - ふたりのポラリス 番外編（『りぼんスペシャル』2021年冬の大増刊号）
    - 紅変身後
    - ファッションレンタルを離れたあと

  5. 2021年7月21日発売[8]、『りぼん』2021年4月号 - 2021年7月号[2]、ISBN 978-4-08-867630-2
    - 今日からいい子やめてみた（『りぼんスペシャル』2021年春の大増刊号）
    - その後のふたり（描きおろし）